# Glory (албум)
Glory је назив деветог студијског албума америчке певачице Бритни Спирс који је 26. августа 2016. године издала кућа RCA Records. "Glory" је први албум на ком је након дужег времена Спирсова имала потпуну креативну и уметничку слободу, потписујући као аутор скоро све песме са истог.
Албум је дебутовао на трећем месту Билбордове топ 100 листе, и генерално није имао већи комерцијални успех. Међутим обожаватељи и критичари сврставају „Glory” као један од њених најбољих албума. Закључно са јуном 2020-е продато је око 1 милион копија албума.

## Промоција албума
Пар дана наком објављивања информације о новом албуму, Бритни избацује омот албума на друштвене мреже а са њим исти излази у предпродају на ајтјунсу. Промотивни синглови албума били су "Private show", "Do you wanna come over?" и "Clumsy". Све три песме су одушевиле фанове и привукле велику пажњу. Поготово песма "Do you wanna come over?" која звучи другачије од њених претходних песама. Иста је била планирана и као трећи сингл, али до те реализације, из непознатих разлога, није дошло, тако да је албум, као и претходни Britney Jean остао са два званична сингла и видео спота.
Спирсова је имала пар наступа на телевизији, промовишући највише свој први сингл, који је генерално добро прошао на светским листама. Даља промоција била је кроз Азијску и Европску мини турнеју 2017. и 2018. године.

## Синглови
| #  | Име           | Датум              |
| -- | ------------- | ------------------ |
| 1. | Make me...    | 15. јул 2016.      |
| 2. | Slumber Party | 16. новембар 2016. |